# کلیسای جامع بریستول
کلیسای جامع بریستول (انگلیسی: Bristol Cathedral) یک کلیسای جامع در شهر بریستول، انگلستان است.
این ساختمان در سال ۱۱۴۰ ساخته شده و در سال ۱۱۴۸ برای کلیسا اختصاص داده شده، طول کل ساختمان آن ۹۱ متر، طول سالن اصلی ۳۸ متر و عرض سالن ۸/۸ متر است. معماری کلیسای بریستول براساس معماری نورمن، معماری گوتیک انگلیسی، معماری نئوگوتیک می‌باشد.

## نگارخانه

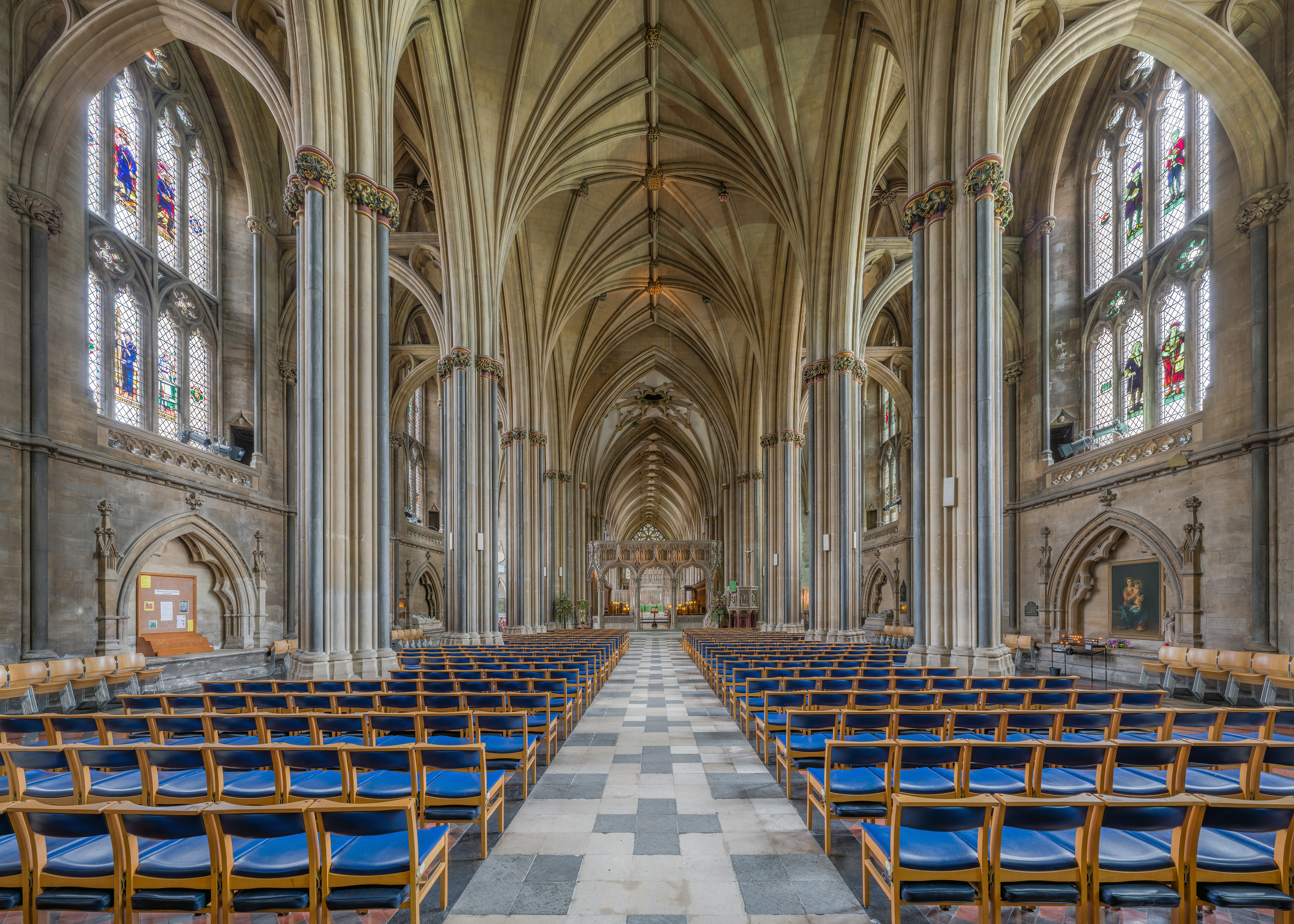
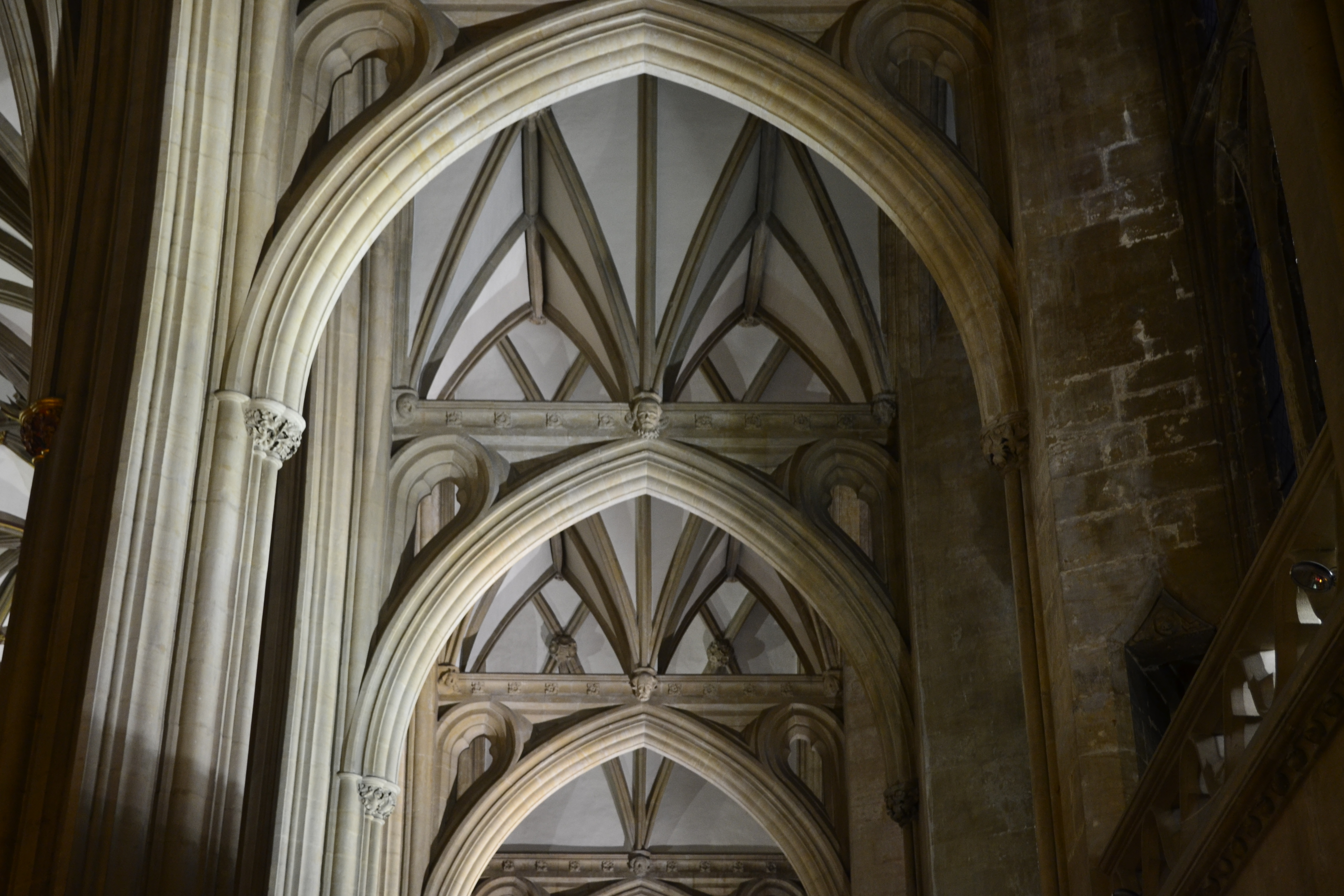
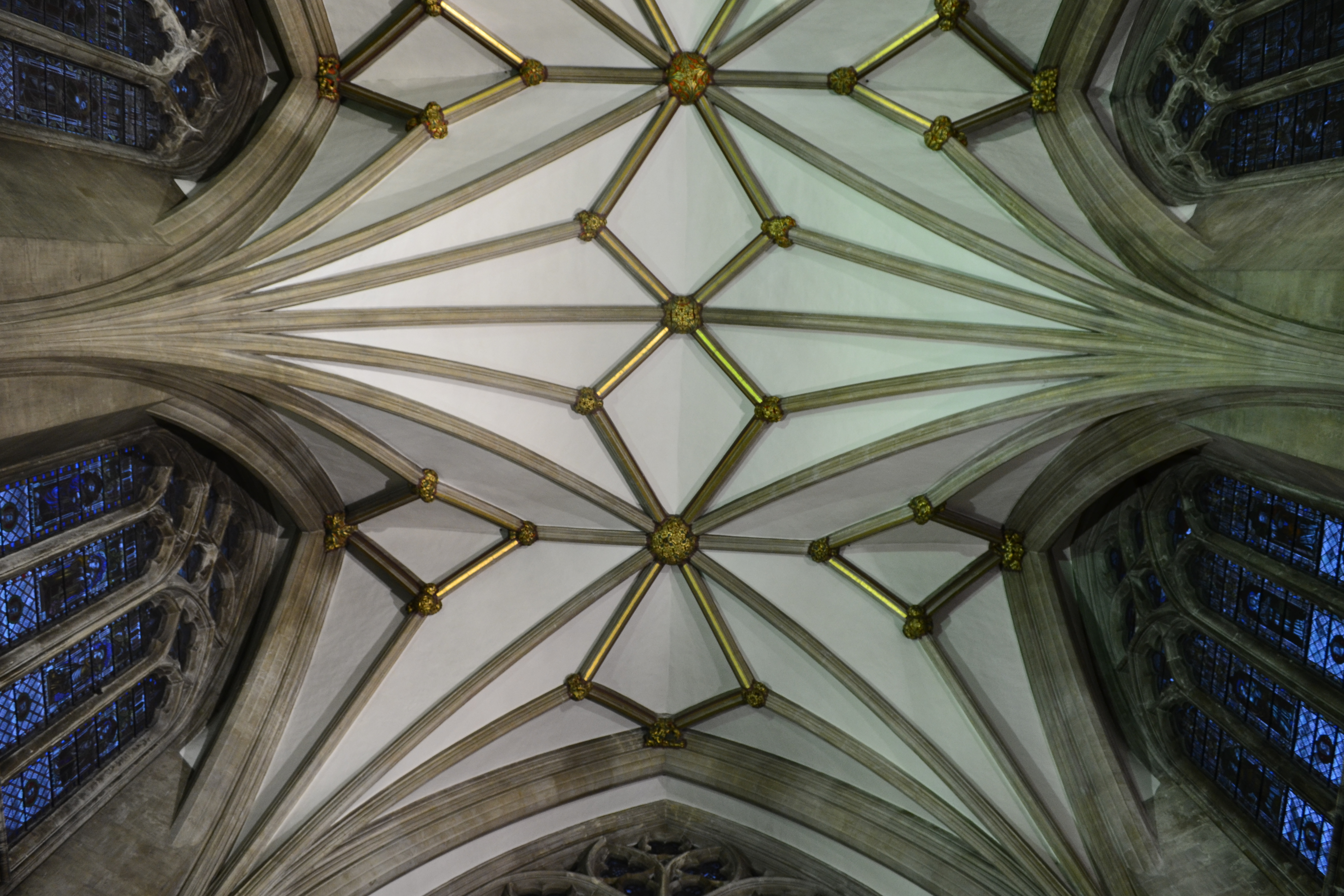
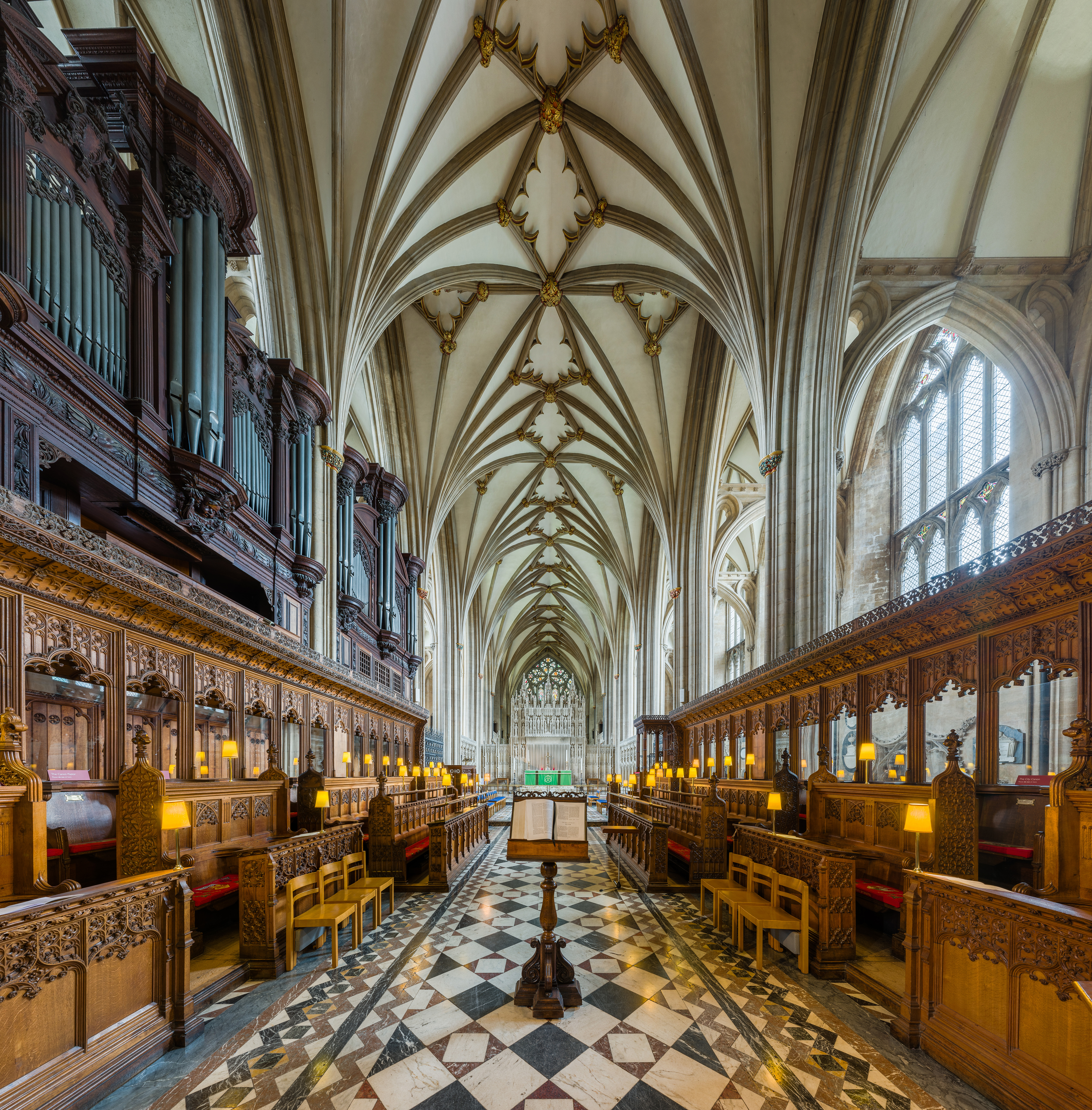
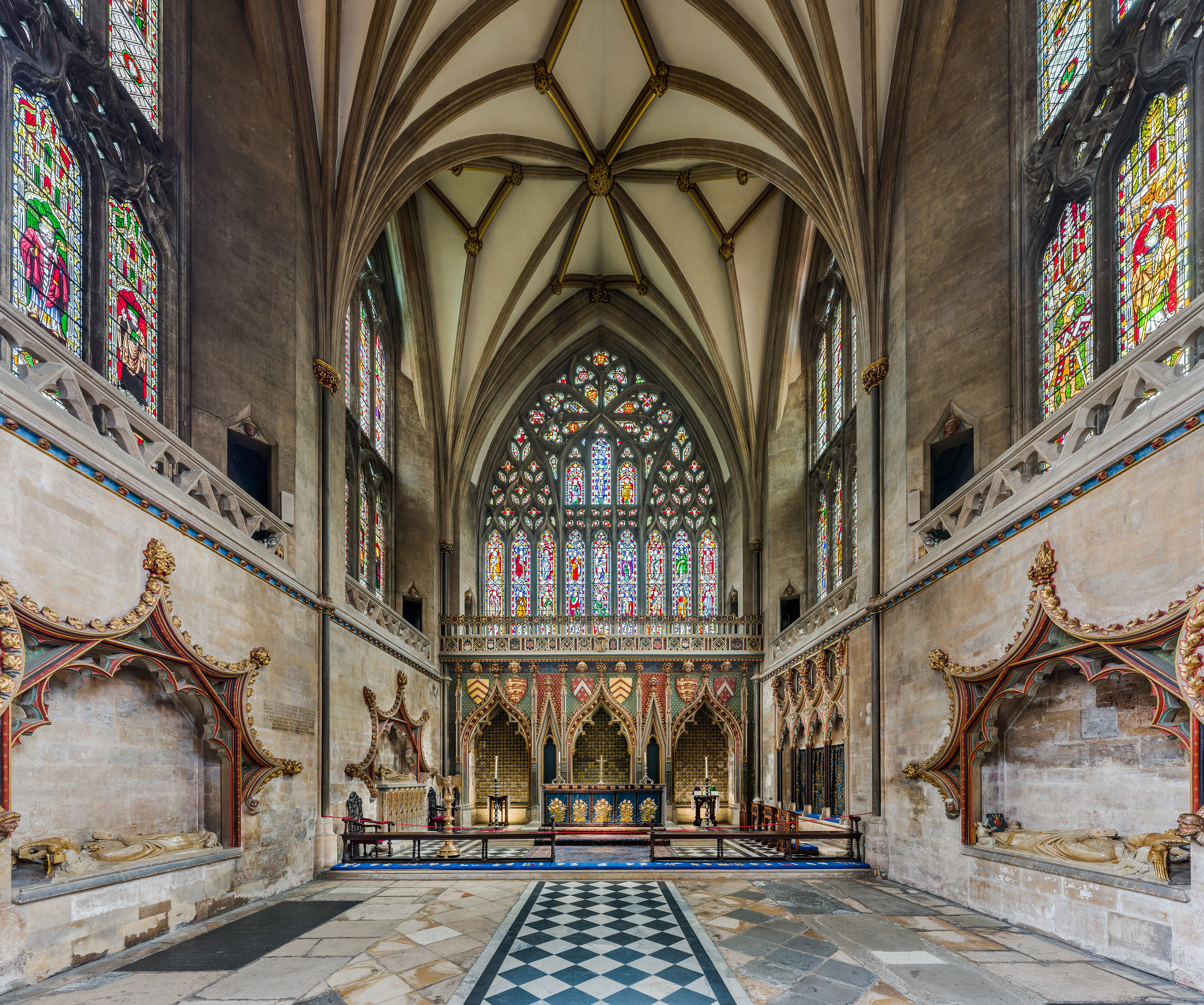
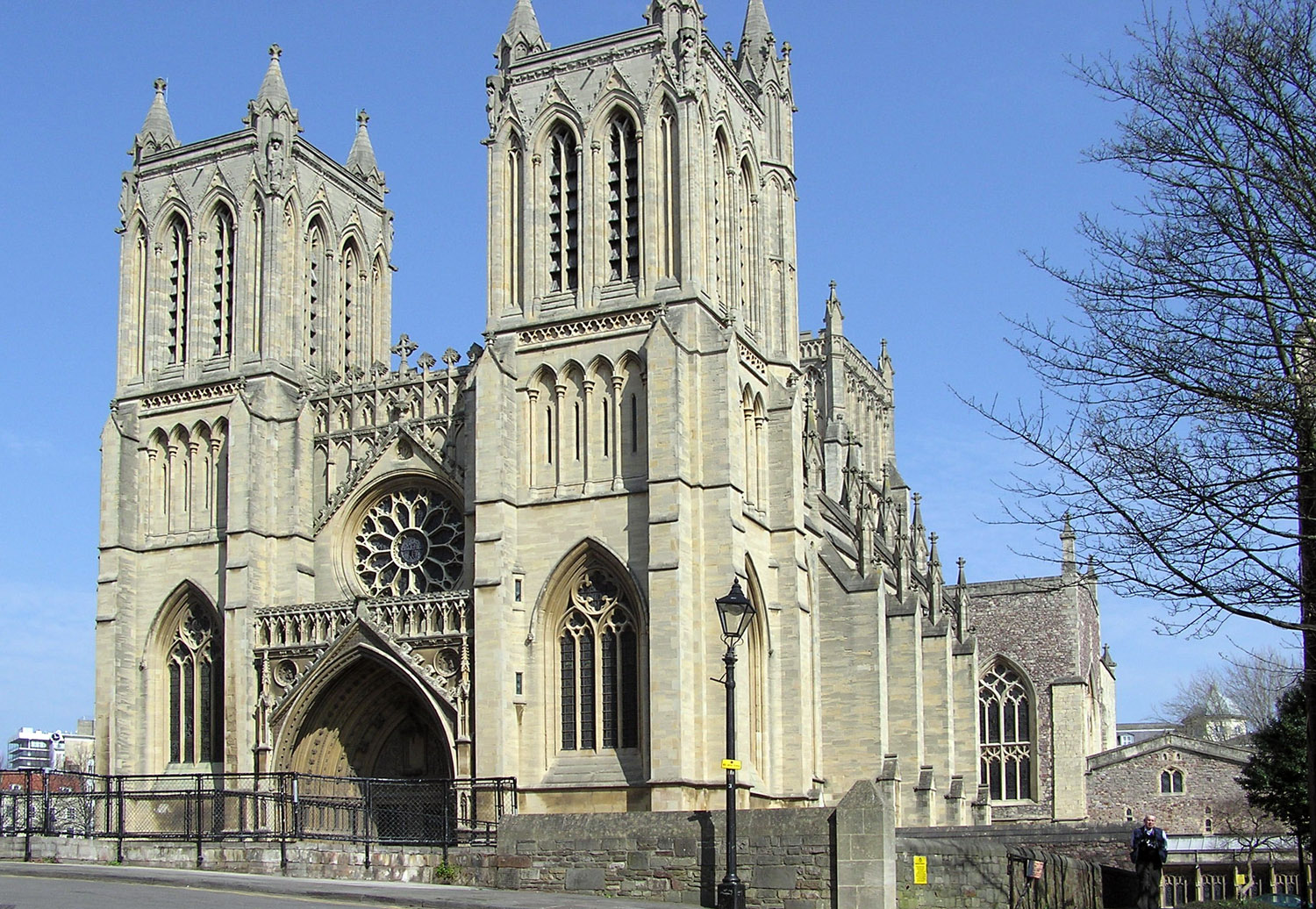
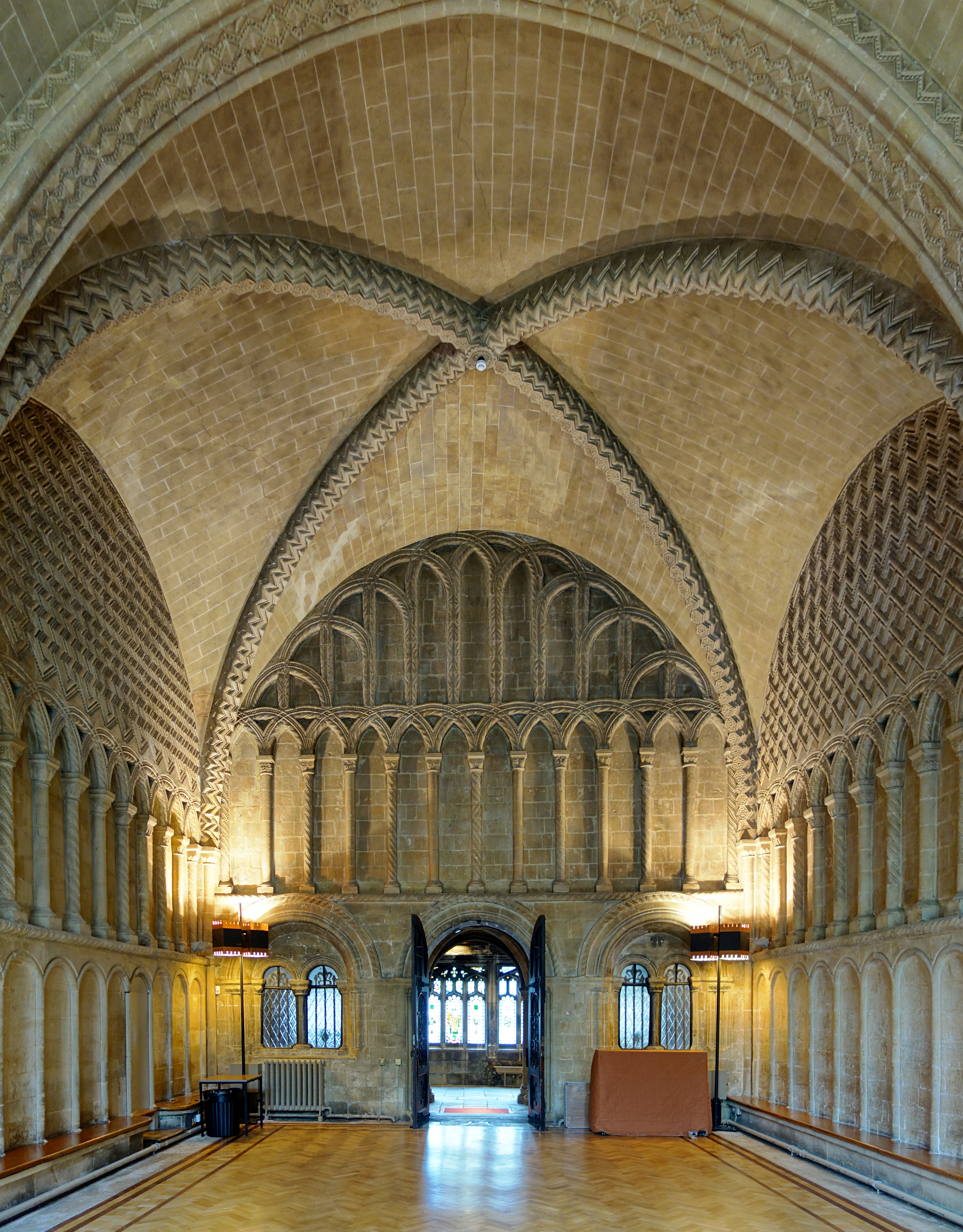
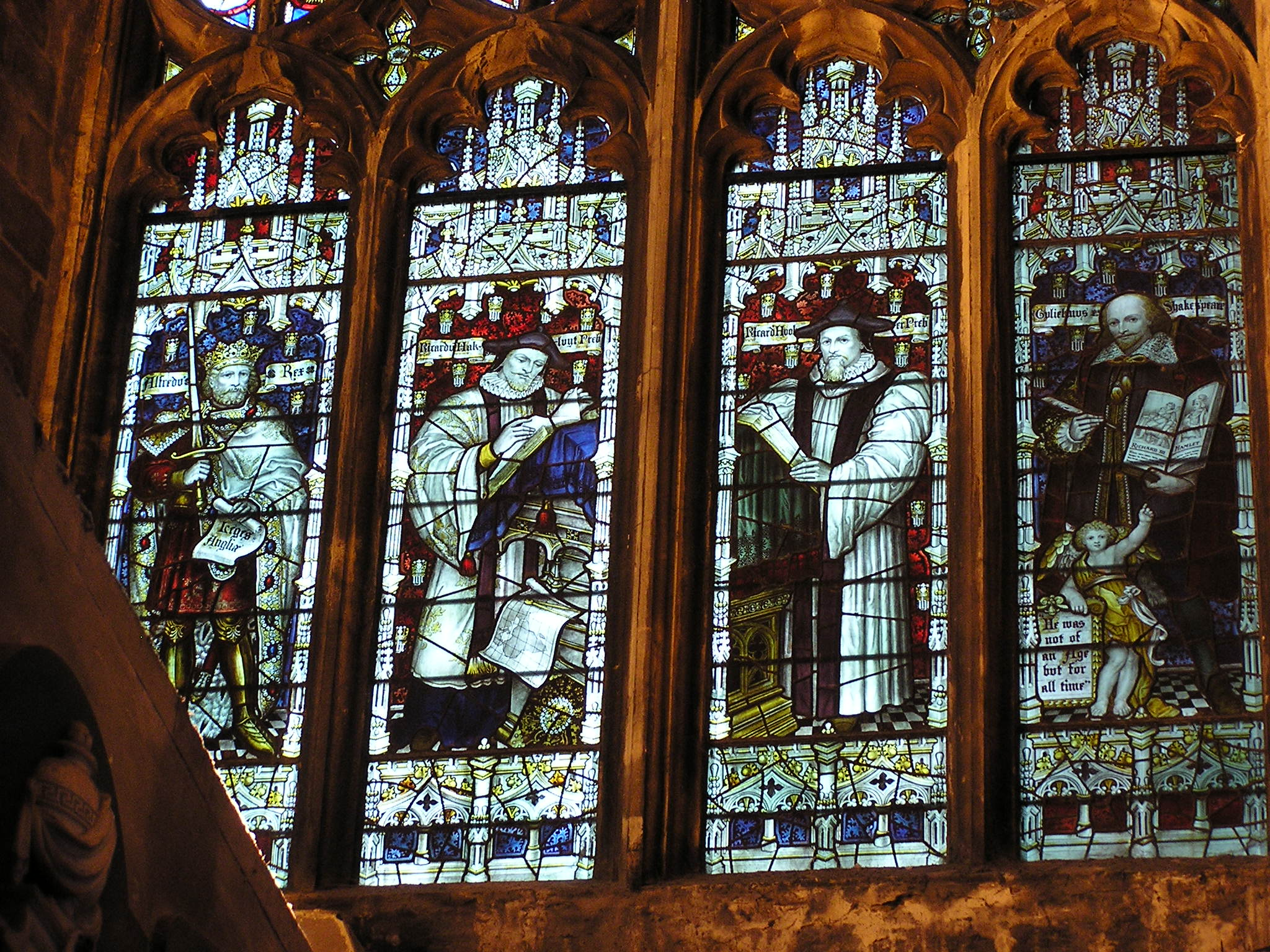
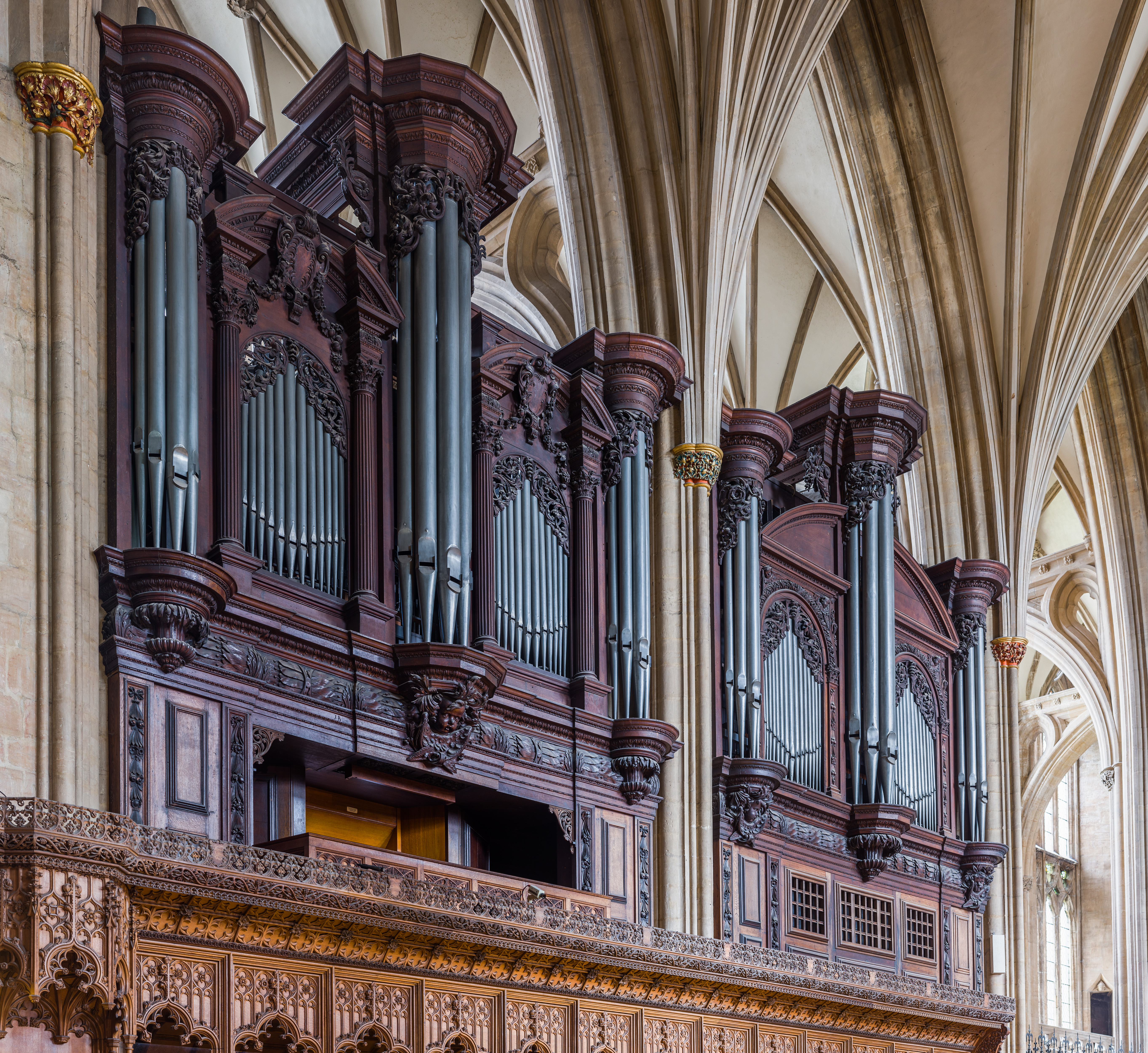